# 深田茉莉
深田 茉莉（ふかだ まり、2007年1月1日 - ）は、日本の女子スノーボード選手。YAMAZEN所属。

## 経歴
愛知県みよし市出身。13歳の頃に競技を始める。
2022年12月17日、ワールドカップビッグエア第3戦で優勝し、ワールドカップ初優勝。
2023年の世界選手権では、スロープスタイルで5位。
2024年12月19日、ワールドカップビッグエア開幕戦で優勝。2025年2月22日、ワールドカップスロープスタイルで初優勝。ビッグエアでは種目別2位だった。世界選手権のビッグエアで銅メダル獲得。